# Hydrolagus bemisi
Hydrolagus bemisi är en broskfiskart som beskrevs av Didier 2002. Hydrolagus bemisi ingår i släktet Hydrolagus och familjen havsmusfiskar. IUCN kategoriserar arten globalt som livskraftig. Inga underarter finns listade i Catalogue of Life.
Arten förekommer i havet kring Nya Zeeland. Den vistas i områden som är 400 till 1100 meter djupa.
Utan stjärtfenans utskott som liknar en piska blir arten upp till 90 cm lång. Hannar blir könsmogna vid en längd av cirka 60 cm (utan utskott) och för honor infaller könsmognaden vid en längd av 70 cm. Honor lägger ägg.